# Барнаулка (деревня)
Барнаулка — исчезнувшая деревня в Болотнинском районе Новосибирской области. На момент упразднения входила в состав Ачинского сельсовета. Исключена из учётных данных в 1983 году.

## География
Располагался на правобережье реки Ача, у дороги между селом Ача и посёлком Юргинский, в 3,5 км к северо-северо-востоку от села Ача.

## История
Посёлок Барнаульский был основан в 1906 г. В 1926 году состоял из 71 хозяйства. В административном отношении являлся центром Барнаульского сельсовета Болотнинского района Томского округа Сибирского края.
Решением Новосибирского облисполкома от 01.06.1983 г. № 355 деревня исключена из учётных данных в связи с выездом населения.

## Население
По переписи 1926 г. в посёлке проживало 360 человек (173 мужчины и 187 женщин), основное население — русские.